# Derrick Atkins
Derrick Atkins (* 5. Januar 1984 in Kingston, Jamaika) ist ein ehemaliger Leichtathlet von den Bahamas. Seine Spezialstrecken waren sowohl die 100 m, als auch die 200 m. Atkins ist ein Cousin 2. Grades des ehemaligen 100-m-Weltrekordhalters Asafa Powell.
Im Jahr 2005 nahm er an den Weltmeisterschaften in Helsinki teil und schied dort im Halbfinale über 100 m mit einer Zeit von 11,57 s aus. Sein größter Erfolg war der Gewinn der Silbermedaille bei den Weltmeisterschaften 2007 in Osaka. Er verbesserte im Finallauf über 100 m gleichzeitig seine persönliche Bestleistung auf 9,91 s.
Bei den Olympischen Spielen 2008 in Peking schied er im Halbfinale aus.

## Internationale Platzierungen
- 2. Platz über 100 m Weltmeisterschaften 2007

## Persönliche Bestleistungen
- 100 m – 09,91 s (26. August 2007)
- 200 m – 20,35 s (9. Mai 2009)
- 400 m Hürden – 51,68 s (10. Mai 2003)